# Nonius (paard)

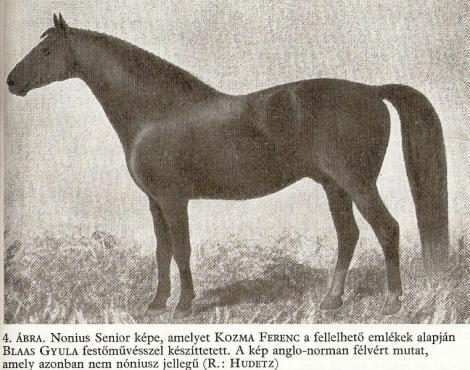
Nonius Senior

De nonius is een paardenras uit  Hongarije. Het warmbloedras is, net als de furioso, ontstaan op de staatsstoeterij Mezőhegyes in Hongarije.

## Geschiedenis
De staatsstoeterij in Mezőhegyes werd in 1785 opgericht door Jozef II, koning van Oostenrijk en Hongarije. Het doel van de staatsstoeterij was het fokken van cavaleriepaarden. Op Mezőhegyes zijn sinds de oprichting vier rassen gefokt: de nonius, de gidran, de furioso (Mezőhegyes-halfbloed) en sinds 1900 het Mezőhegyes-sportpaard. Na honderd jaar bezat Hongarije meer dan twee miljoen paarden en enkele van de beste stoeterijen van de wereld.
De stamvader van de nonius was de vijfjarige Normandische hengst Nonius Senior. Na de nederlaag van Napoleon bracht de Hongaarse cavalerie de hengst mee naar Hongarije. De hengst stamde af van de Engelse halfbloed Orion en een Normandische merrie.
Wegens zijn matige exterieur was de hengst de eerste jaren niet erg populair, maar toen bleek dat hij zijn uiterlijk niet vererfde maar zelfs verbeterde, werd hij veelvuldig gebruikt. Hij dekte voornamelijk Spaanse merries. Toen hij op 28-jarige leeftijd overleed, stonden er 79 zonen en 122 dochters geregistreerd. Binnen de fokkerij van Mezőhegyes werden alle afstammelingen naar hem genoemd, genummerd en geregistreerd. Hieruit ontstond het ras de nonius.
Vanaf de jaren 1860 werden er meer Engelse volbloeden in de fokkerij gebruikt om het type te verbeteren. Hierdoor ontstonden twee typen: een lichter type met meer Arabisch bloed dat zeer geschikt was als rijpaard en een zwaarder type dat gebruikt werd als koetspaard.
Sinds 1960 ligt het zwaartepunt van de noniusfokkerij in Hortobagy in Hongarije en Topolcianky in Slowakije. De fokkerij van de furioso en de gidran zijn verplaatst naar andere stoeterijen, zoals de stoeterij in Rădăuți.

## Kenmerken
Opvallend kenmerk van de nonius is de ramsneus, die een erfenis is van het oude bloed van de stamvader. De nonius heeft een stokmaat tussen de 1,60 meter en 1,70 meter. Kenmerkend is de hoge nek. De vachtkleur is voornamelijk (donker)bruin en zwart.
De nonius is een werkwillig en temperamentvol paard dat het goed doet als koetspaard en rijpaard. De paarden hebben een goed uithoudingsvermogen.
De nonius is een laatrijp paard dat pas op zesjarige leeftijd volwassen is en relatief lang leeft.

## Gebruik
Het ras kan voor elk modern doel gebruikt worden: mennen, endurance, dressuur, springen.

## Afbeeldingen

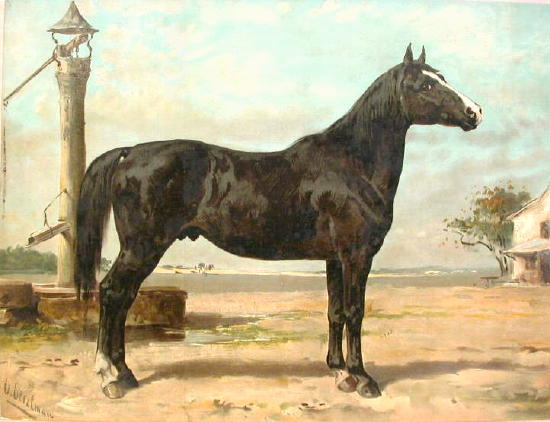
Nonius, 1898, Otto Eerelman
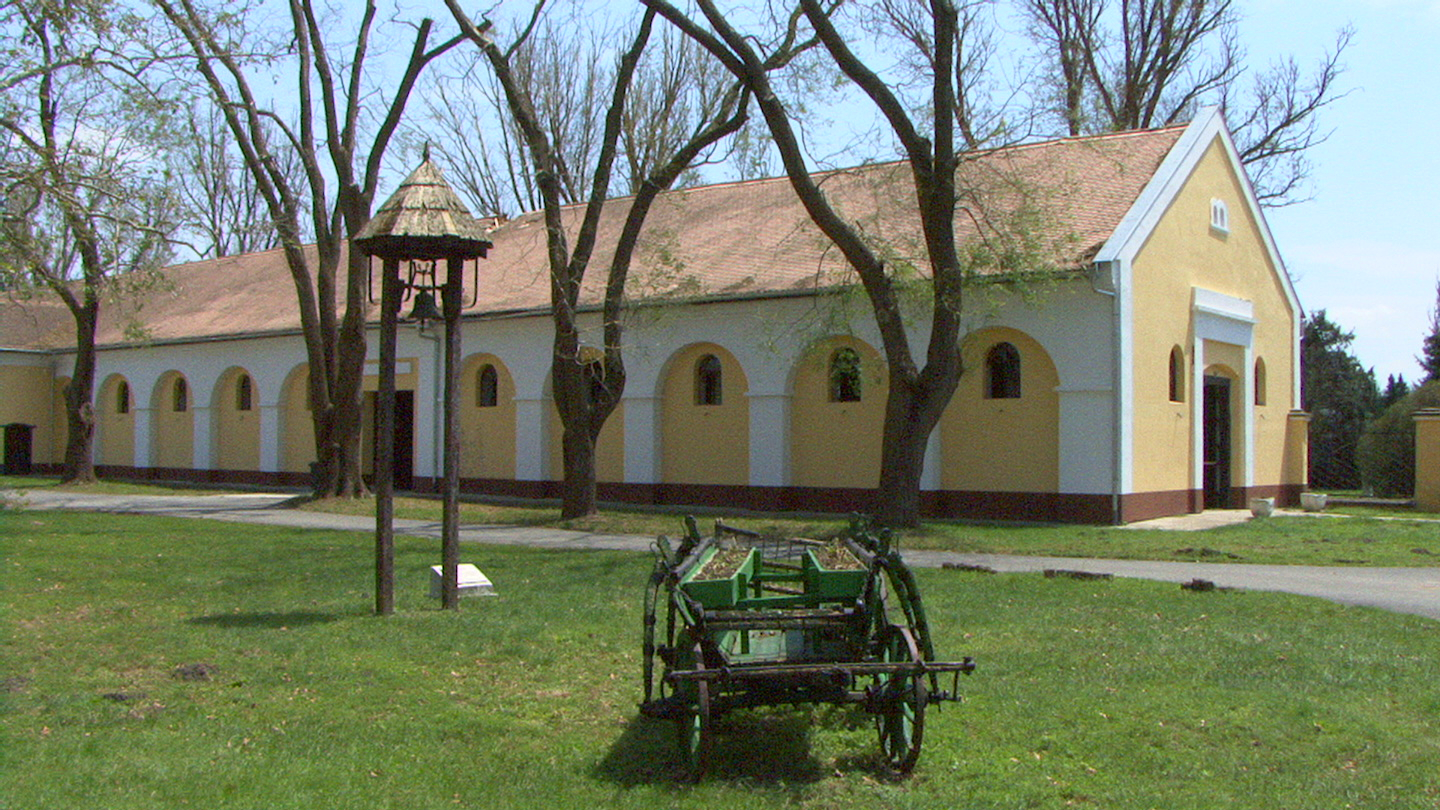
Stoeterij in  Mezőhegyes
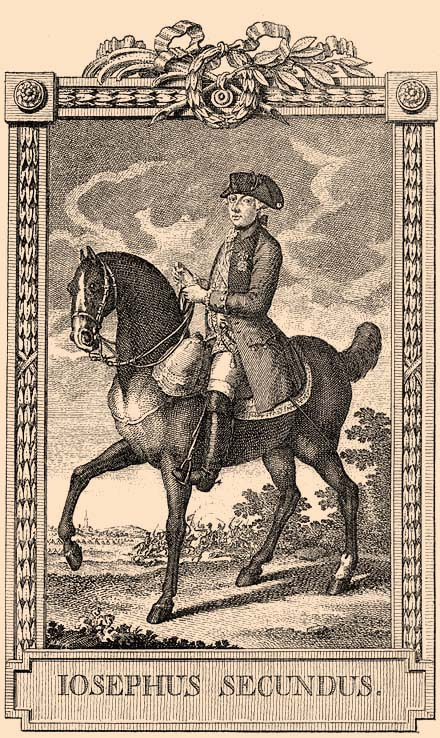
Keizer Jozef II
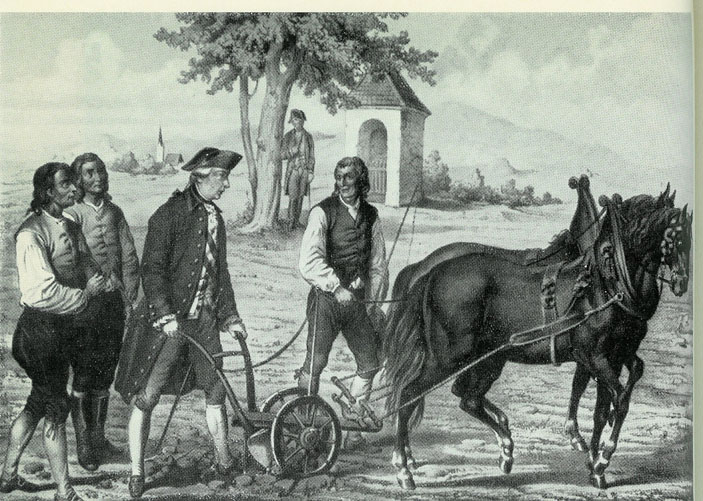
Keizer Jozef II met ploegpaarden

## Bron
- De tekst van dit artikel, of een eerdere versie hiervan, is overgenomen vanaf de pagina Nonius op Bokt.nl, dat onder CC BY-SA 2.5 valt.